# Stazione di Hiroshima
La stazione di Hiroshima (広島駅?, Hiroshima-eki) è la principale stazione ferroviaria di Hiroshima. La stazione è servita dal Sanyō Shinkansen che la collega in tempi rapidi con le stazioni di Hakata a ovest e di Shin-Osaka a est, nonché da diverse linee locali. 
La stazione fu danneggiata dalla distruzione della bomba atomica che colpì la città nel 1945, e venne quindi ricostruita a nuovo.

## Linee

### Treni
JR West
■ Linea principale Sanyō
■ Linea Kure
■ Linea Kabe
■ Linea Geibi
 Sanyō Shinkansen

### Tram
Tram di Hiroshima
 Linea 1
 Linea 2
 Linea 5
 Linea 6

## Struttura
La stazione di Hiroshima dispone di due ingressi: il lato nord, o entrata Shinkansen, e il lato sud, quello principale rivolto verso il centro. Fino al 1975, quando è arrivata la linea Shinkansen, l'entrata settentrionale era semplicemente conosciuta come "ingresso nord". L'area per l'alta velocità è collegata al lato sud da un tunnel pedonale, al cui interno si trovano diversi negozi e ristoranti, due uscite per Fukuya e i collegamenti per il tram di Hiroshima. Qui si trova anche una piccola piazza sotterranea che ospita alcuni eventi speciali.

### Binari
La stazione Shinkansen è dotata di quattro binari passanti con due marciapiedi a isola, mentre quella delle linee regionali di tre marciapiedi a isola, uno laterale per otto binari totali. Tutte le tipologie di treno fermano alla stazione di Hiroshima.
| 1-2   | ■ Linea principale Sanyō | per Miyajimaguchi, Iwakuni e Tokuyama                 |
| 1-2   | ■ Linea Kabe             | per Ōmachi, Midorii e Kabe                            |
| 3-4   | ■ Linea Kure             | per Kure, Hiro e Takehara                             |
| 3-4   | ■ Linea Kabe             | per Ōmachi, Midorii e Kabe                            |
| 3-4   | ■ Linea principale Sanyō | per Miyajimaguchi, Iwakuni e Tokuyama                 |
| 3-4   | ■ Linea principale Sanyō | per Saijō, Mihara e Fukuyama                          |
| 5-7   | ■ Linea principale Sanyō | per Saijō, Mihara e Fukuyama                          |
| 5-7   | ■ Linea Kure             | per Kure, Hiro e Takehara                             |
| 8-9   | ■ Linea Geibi            | per Shiwaguchi e Miyoshi                              |
| 11-12 | Sanyō Shinkansen         | per Shin-Yamaguchi, Hakata, Kumamoto e Kagoshima-Chūō |
| 13-14 | Sanyō Shinkansen         | per Okayama, Shin-Ōsaka, Nagoya e Tokyo               |

## Stazioni adiacenti
| «                                               | Servizio                    | »                                         |
| Linea principale Sanyō                          | Linea principale Sanyō      | Linea principale Sanyō                    |
| ----------------------------------------------- | --------------------------- | ----------------------------------------- |
| Yokogawa                                        | Locale                      | Tenjingawa                                |
| Yokogawa                                        | Rapido                      | Kaitaichi                                 |
| Linea Kure                                      |                             |                                           |
| Capolinea                                       | Locale Rapido               | Yano                                      |
| Miyajimaguchi                                   | Rapido Kiyomori Marine View | Kure                                      |
| Capolinea                                       | Rapido Ajiki Liner          | Kaitaichi                                 |
| Linea Kabe                                      |                             |                                           |
| Yokogawa                                        | Locale                      | Capolinea                                 |
| Linea Geibi                                     |                             |                                           |
| Capolinea                                       | Locale Rapido Miyoshi Liner | Yaga                                      |
| Sanyō Shinkansen                                |                             |                                           |
| Shin-Iwakuni                                    | Kodama                      | Higashi-Hiroshima                         |
| Tokuyama Shin-Yamaguchi Shin-Shimonoseki Kokura | Hikari/Sakura               | Higashi-Hiroshima Mihara Fukuyama Okayama |
| Shin-Yamaguchi Kokura                           | Nozomi/Mizuho               | Fukuyama Okayama                          |